# Туркменистан на Светском првенству у атлетици на отвореном 2017.
Туркменистан је учествовао на Светском првенству у атлетици на отвореном 2017. одржаном у Лондону од 4. до 13. августа. Ово је било дванаесто учешће Туркменистана на Светским првенствима на отвореном. Репрезентацију Туркменистана представљала је једна атлетичарка која се такмичила у трци на 100 метара То је Јелена Рјабова која се после двогодишње суспензије због коришћења недозвољених средстава на Светском првенству 2013. у Москви први пут појавила на неком већем такмичењу.
На овом првенству Туркменистан није освојио ниједну медаљу, а Рјабова је поправила најбољи лични резултат сезоне.

## Резултати

### Жене
| Атлетичарка    | Дисциплина | Лични рекорд | Квалификације | Квалификације | Полуфинале            | Полуфинале            | Финале                | Финале      | Детаљи |
| Атлетичарка    | Дисциплина | Лични рекорд | Резултат      | Место         | Резултат              | Место                 | Резултат              | Место       | Детаљи |
| -------------- | ---------- | ------------ | ------------- | ------------- | --------------------- | --------------------- | --------------------- | ----------- | ------ |
| Јелена Рјабова | 100 м      | 24,27        | 12,27 ЛРС     | 8 у гр. 1     | Није се квалификовала | Није се квалификовала | Није се квалификовала | 41 /46 (47) |        |